# Wiązki (Białoruś)
Wiązki (biał. Вязкі; ros. Вязки) – wieś na Białorusi, w obwodzie witebskim, w rejonie brasławskim, w sielsowiecie Słobódka.

## Historia
W latach 1921–1945 ówczesna kolonia leżała w Polsce, w województwie nowogródzkim (od 1926 w województwie wileńskim), w powiecie brasławskim), w gminie Brasław. 
Według Powszechnego Spisu Ludności z 1921 roku zamieszkiwało tu 49 osób, wszystkie były wyznania rzymskokatolickiego i zadeklarowały białoruską przynależność narodową. Było tu 6 budynków mieszkalnych. W 1931 w 12 domach zamieszkiwało 61 osób. 
Miejscowość należała do parafii rzymskokatolickiej w Brasławiu. Podlegała pod Sąd Grodzki w Brasławiu i Okręgowy w Wilnie; właściwy urząd pocztowy mieścił się w Brasławiu.